# Дулка, Кристьян
Кристьян Дулка (рум. Cristian Dulca; род. 25 октября 1972, Клуж-Напока) — румынский футбольный защитник и тренер.

## Карьера игрока

### Клубная
Дулка — воспитанник клуба ЧФР из города Клуж-Напока, в составе которого играл в 1992—1995 годах. В 1995 году перешёл в клуб высшего румынского дивизиона «Глория» (Бистрица), за который сыграл 12 матчей в чемпионате Румынии. В 1996—1999 годах играл за бухарестский «Рапид», в составе которого стал чемпионом и обладателем кубка Румынии. В 1999 году перешёл в южнокорейский клуб «Пхохан Стилерс», но уже в следующем году вернулся в Румынию, где играл за «Чахлэул», «Газ Метан» и «Университатю» (Клуж-Напока). С 2002 года играл за венгерский клуб «Гонвед», где в 2003 году и завершил карьеру футболиста.

### Международная
В 1997—1998 годах провёл 6 матчей в составе сборной Румынии. В 1998 принял участие на чемпионате мира, на самом турнире поучаствовал в одном матче против сборной Туниса.

## Достижения
В качестве игрока
«Рапид» (Бухарест)
- Чемпион Румынии: 1998/99
- Обладатель кубка Румынии: 1997/98